# Britney & Kevin: Chaotic
Britney and Kevin: Chaotic — американское реалити-шоу, созданное Энтони Э. Зуикером. В главных ролях снялись американская певица Бритни Спирс и её тогдашний муж Кевин Федерлайн. Состоящий из пяти эпизодов, сериал был выпущенный на телеканале UPN с 17 мая по 14 июня 2005 года. Сериал отражает хронику отношений пары от ухаживаний до помолвки и свадьбы.
Большинство видеозаписей изначально было снято для личного реалити-сериала Спирс, чтобы задокументировать европейский тур The Onyx Hotel Tour весной 2004 года. Спирс упала и повредила левое колено во время съёмок клипа для сингла «Outrageous», из-за чего остаток тура и сериала были отменены.
Britney and Kevin: Chaotic был очень сильно раскритикован критиками, которые посчитали сериал концом карьеры для Спирс. Критики отметили чрезмерный нарциссизм Спирс и раскритиковали темы сериала из-за того, что они слишком откровенны. На DVD было выпущено Britney and Kevin: Chaotic, включая первый мини-альбом Спирс с одноимённым названием.

## Предпосылка
MTV News объявил в апреле 2004 года, что Спирс планирует реалити-шоу, чтобы задокументировать её жизнь за сценой во время европейской части тура The Onyx Hotel Tour. Отобранный под названием OnTourage, снятый материал с шестинедельного этапа был собран в шестиэпизодный сериал, каждый эпизод которого был продан за примерно $1 миллион, «намного больше, чем большинство реалити-программ». Спирс была повествователем и снимала материал о её танцорах и операторах. Шоу должно было закончиться до лета 2004 года
8 июня во время Спирс съёмок клипа «Outrageous» на Манхэттене, она упала и повредила левое колено. Её немедленно доставили в местную больницу и сделали артроскоприю на следующий день. Бритни пришлось шесть недель провести с тугим бандажом и последующие восемь-двенадцать недель реабилитации, из-за чего отменились все предстоящие концерты. В результате OnTourage также пришёл в негодность.
В июле того же года Спирс объявила о своей помолвке с американским танцором Кевином Федерлайном, с которым она познакомилась тремя месяцами ранее. Так как Федерлайн только разорвал отношения с актрисой Шар Джексон, которая была беременна их вторым ребёнком, эта помолвка оказалась объектом пристального внимания СМИ. Они провели свадебную церемонию 18 сентября 2004 года, но официально поженились три недели спустя 6 октября из-за задержки урегулирования предсвадебного соглашения пары. В октябре 2004 года певица объявила, что она возьмёт перерыв в карьере, чтобы заняться семьёй.

## Создание
После «ожесточенной войны», 5 апреля 2005 года, было объявлено, что Спирс подписала контракт с UPN, чтобы выпустить в эфир реалити-шоу о её отношениях с Федерлайном. Сериал, который вышел в пяти эпизодах, открывал хронику отношений "от первых ухаживаний до помолвки и, в конце концов, до обряда бракосочетания. В заявлении о сериале Спирс высказала: «С того дня, как я и Кевин встретились, были постоянные слухи и ошибочные домыслы о нашей совместной жизни. Я чувствую, что последний год, таблоиды гнались за моей жизнью, и я действительно рада показать моим фанатам, что на самом деле произошло, лучше, чем все истории, которые были неверно истолкованы журналистами в прошлом. Как я упоминала выше, сейчас я собираюсь выразить мою личную жизнь через искусство».
Первоначально сериал назывался Britney and Kevin: Can You Handle Our Truth?, до изменения его на Britney and Kevin: Chaotic с ключевой фразой «Can You Handle Our Truth?» (рус. Сможешь принять нашу правду?). Основные места съёмки для OnTourage были использованы для Britney and Kevin: Chaotic. Согласно Спирс сериал помог узнать друг друга лучше: «Я не знала Кевина так хорошо, и когда я достала свою камеру, я себя лучше почувствовала. Это реально странно, потому что поначалу это было напряжено. Мы так нервничали когда были вместе. Я действительно стеснялась, и когда брала камеру в руки, я чувствовала, что смогу высказать больше».

## Отзывы критиков
Britney and Kevin: Chaotic был сильно раскритикован критиками. Тэйлор Кэрик из Flak Magazine посчитал, что сериал «оскорбляет общепринятый здравый смысл и соблюдение приличий», прокомментировав, что "смехотворное поведение Бритни в Chaotic подтверждает очевидную открытость её статуса как «продукта знаменитости» и «расчетливую природу её успеха». Он также отметил, что музыкальные критики «легко откроют ворота шлюза для новых и креативных способов обсуждения её неудачных попыток против здравомыслия в поп-культуре». Аарон Байерли из DVD Talk рассмотрел сериал как «абсолютное стихийное бедствие», написав: «Britney & Kevin: Chaotic — это абсолютно смотрибельное и ужасное крушение сериала». Эд Гонзалес, автор Slant Magazine, заметил: «экстремальный стиль съёмок шоу делает особо трудным смотреть на — ни больше ни меньше — тотем к самовлюбленности поп-певицы». Он заявил, что взгляды Спирс, выраженные в сериале предполагают, что она «верит в то, что самая единственная и неповторимая на свете».
Джош Уолк из Entertainment Weekly посчитал, что Britney and Kevin: Chaotic был «карьерным суицидом Спирс на видеокамеру», прокомментировав, что «правда не только в том, что она безвкусна, но и одержима собой до опасной степени». Уолк также отметил, что «многие пересекающиеся вещи позорны на этом шоу, как и сама Бритни, которые я, возможно, не смогу понять». Лора Фрайс из Variety восприняла сериал как «визуальную атаку отвратительных ракурсов камеры, вероятно, чтобы расстроить даже самого бесчувственного зрителя». Хейли Батлер на портале Jam! дал финальному эпизоду смешанный обзор, сказав что он был полон «душераздирающими моментами» и «единственным эпизодом без идиотских шуток, детского поведения и рассуждений Бритни о жизни», прокомментировав, что свадебные сцены Спирс и Федерлайна «выглядели очень эмоциональными и трогательными». Батлер также заинтересовался: «считают ли они, что их шоу достигло своей цели?».

## Американские телевизионные рейтинги
Первый эпизод сериала посмотрели 3.7 миллионов зрителей, сделав телеканал UPN самым просматриваемым с начала марта 2004 года в промежуток времени с 9 часов вечера Второй эпизод собрал 3 миллиона зрителей, закончив восемьдесят-первым в таймслоте за неделю. Третий и четвёртый эпизод просмотрели 2.5 миллионов зрителей каждый, в то время, как финальный эпизод вышел в эфир на час раньше — в 8:00 вечера по стандартному восточному времени, с 2.1 миллионов зрителей. За месяц трансляции шоу Britney and Kevin: Chaotic потеряло в частности 1.6 миллионов зрителей.

## Эпизоды
| No. | Название                        | Режиссёр         | Американские зрители (million) | Оригинальная дата выхода |
| --- | ------------------------------- | ---------------- | ------------------------------ | ------------------------ |
| 1 | «Can You Handle My Truth?»      | Энтони Э. Зуикер | 3.7                            | май 17, 2005             |
| Спирс забавляется с новой камерой, временами фокусируясь на других людях, но большей частью на себе. Она спрашивает людей об их мнении о сексе, любви и свадьбе во время тура в Лондоне. Федерлайн предстает в качестве нового парня Спирс. |                                 |                  |                                |                          |
| 2 | «Who Said Anything About Love?» | Энтони Э. Зуикер | 3.0                            | май 24, 2005             |
| Спирс снимает первые особенные моменты её отношений с Федерлайном. Также она испытывает нервозность когда Федерлайн впервые смотрит её выступление на сцене.                                                                                |                                 |                  |                                |                          |
| 3 | «Scared to Love You»            | Энтони Э. Зуикер | 2.5                            | май 31, 2005             |
| Отношения Спирс и Федерлайна развиваются до того момента, когда Спирс признаётся, что любит его. Однако, когда Федерлайн не отвечает ей взаимностью, Спирс замыкается в себе и признаётся на камеру для утешения.                           |                                 |                  |                                |                          |
| 4 | «Magic Happens»                 | Энтони Э. Зуикер | 2.5                            | июнь 7, 2005             |
| После дня в Париже, Спирс осознает, что Федерлайн — «единственный» для неё, поэтому она предлагает пожениться. Федерлайн отказывается, а позже предлагает ей руку и сердце.                                                                 |                                 |                  |                                |                          |
| 5 | «Veil of Secrecy»               | Энтони Э. Зуикер | 2.1                            | июнь 14, 2005            |
| Семья Спирс и Федерлайна, а также их родственники и друзья прибывают, как они думают на вечеринку по поводу обручения, но выясняют, что на самом деле пришли на их свадьбу.                                                                 |                                 |                  |                                |                          |

## Домашнее медиа
Britney & Kevin: Chaotic… the DVD & More был выпущен 27 сентября 2005 года в США. В DVD вошли пять эпизодов сериала, музыкальные видео на синглы «Do Somethin'» (2005) и «Someday (I Will Understand)» (2005), а также бонусный мини-альбом с несколькими новыми композициями, включая саундтрек шоу — песню «Chaotic». В издание также была включена фотогалерея с церемонии свадьбы пары. Презентация была представлена в размере экрана 1.33:1. В Японии DVD достиг пика на 40-й строке в Oricon DVD чарте, оставаясь в чарте 4 недели.